# ترولسگاردن
ترولسگاردن (به سوئدی: Trulsegården) یک منطقهٔ مسکونی در سوئد است که در بخش یوتبری واقع شده‌است.

## خصوصیات
ترولسگاردن ۰٫۱۷ کیلومترمربع مساحت و ۲۱۱ نفر جمعیت دارد.